# Frederikspark

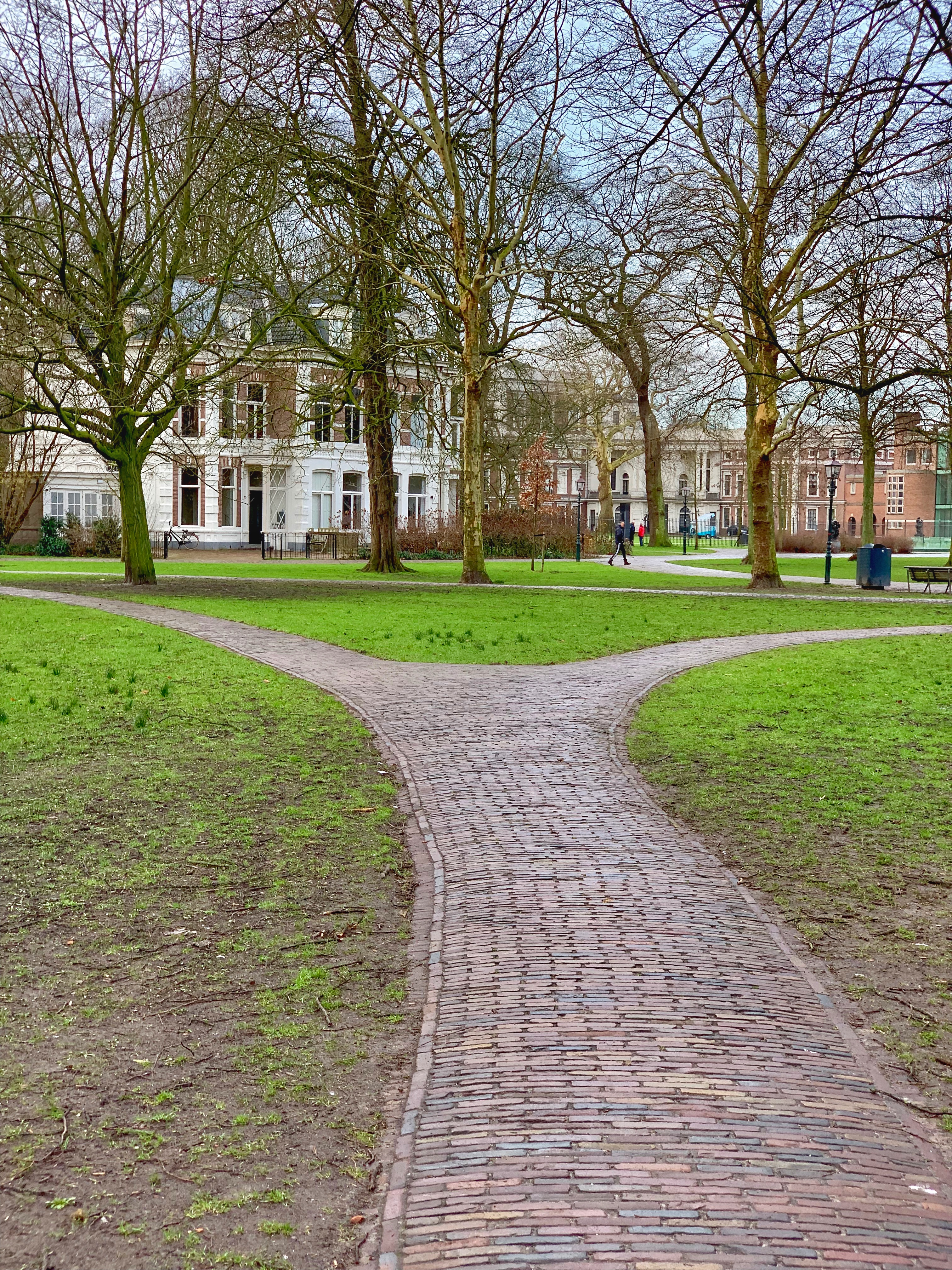
Het Frederikspark met zicht op Paviljoen Welgelegen, 2019.

Het Frederikspark is een stadspark in de Nederlandse stad Haarlem. Het park is gelegen in de wijk Haarlemmerhoutkwartier en wordt aan de noordzijde begrensd door de Baan, in het oosten door de Kleine Houtweg, ten zuiden door de Paviljoenslaan en de tuin van het provinciehuis en in het westen door de Dreef. 
Het park bestaat uit een openbaar deel in beheer van de gemeente Haarlem en een semi-openbaar deel in beheer van de provincie Noord-Holland als onderdeel van de tuin van het achttiende-eeuwse Paviljoen Welgelegen, sinds 1930 het provinciehuis.
Jaarlijks staat een van de podia van het festival Bevrijdingspop in dit park.

## Geschiedenis
Al sinds de middeleeuwen kent het terrein van het latere Frederikspark een open en groen karakter. Het stond sinds die tijd bekend als de Koekamp en was in gebruik als speelveld van de nabijgelegen Baan. Het terrein had toen al zijn historische structuur. Deze structuur bestond uit rechthoekig en oorspronkelijk geheel open terrein, omsloten door Dreef, Baan en Kleine Houtweg.
In de periode 1809-1810 liet Lodewijk Napoleon een ontwerp maken voor een parkaanleg in landschapstijl door de tuinarchitect Jan David Zocher. Dit ontwerp kende een ei-vormig grondpatroon met in ruime curven verlopende paden langs weitjes en bossages.
In 1832 werd het park opnieuw aangelegd, ditmaal door tuinarchitect Louis Paul Zocher, zoon van J.D. Zocher. Louis Paul liet zich inspireren door het ontwerp van zijn vader en richtte het park in als wandelpark en koekamp.
In 1862 werd door de firma J.D. en L.P. Zocher een ontwerp gemaakt voor een villapark, waarbij het reeds bestaande park en het grondpatroon wordt gebruikt voor een invulling met stadsvilla's.
Het park is per raadsbesluit van 14 juni 1876 vernoemd naar Willem Frederik Karel, Prins der Nederlanden (1797-1881), de tweede zoon van koning Willem I. Namen die verworpen werden waren onder andere Prinsessetuin (voorgesteld door het college van burgemeester en wethouders), Aelbrechtspark, Paviljoenspark en Tournooipark.
In 1894 is aan de noordzijde van het park, aan de zijde van de Baan bij de Wilhelminabron het Brongebouw gebouwd, in opdracht van de Maatschappij tot Exploitatie van Staalwaterbronnen. Dit kuuroord met een drinkhal, een muziekkoepel en een theaterzaal waar concerten en variétévoorstellingen werden gegeven, was een ontwerp van J.A.G. van der Steur en D.E.L. van den Arend. Het is in 1931 afgebroken.
Vanaf 1933 werd dit noordelijk deel van het park opnieuw bebouwd, ditmaal met een sportfondsenbad. Het was een ontwerp van de architecten A.J.J. Verspoor en M.J. Muylaert, met als adviseur J.B. van Loghem nadat hun eerste drie ontwerpen waren afgekeurd. Ze bedachten een voor die tijd modern zwembad, uitgerust met een golfslaginstallatie. Dit zwembad bevond zich in een stalen hal met een plat dak en glazen wanden. De kleine bijgebouwen waren opgetrokken uit baksteen. Door middel van grote glazen schuifdeuren kon men het zonneterras direct toegankelijk maken.
Het zwembad werd in 1993 gesloopt. Gemeentelijke plannen om deze plek opnieuw te bebouwen werden door acties van omwonenden verijdeld, zodat dit gedeelte van het Frederikspark sindsdien groen is gebleven.
Op 10 mei 2002 is het park erkend als rijksmonument. De witgepleisterde villa's uit de 19e eeuw aan de randen van het park hebben al sinds 1969 een eigen status als rijksmonument. In 2024 maakte de gemeente een plan bekend om door versmalling van de Kleine Houtweg het groen van het park enigszins uit te breiden.

## Tram
Van 1904 tot 1957 reed de elektrische tramlijn Amsterdam - Haarlem - Zandvoort over het stuk rijweg met de naam Frederikspark, voor de deur van het Brongebouw respectievelijk het Sportfondsenbad.

## Kunst
In het Frederikspark staat een beeld van Mari Andriessen dat De kleine Johannes voorstelt, het personage uit de gelijknamige roman van Frederik van Eeden. De schrijver werd geboren in de nabijgelegen Kleine Houtweg en groeide op in het huis Frederikspark 10, maar hij is niet de Frederik naar wie het park genoemd is. Het beeld, waarop 'Johannes' is afgebeeld met het elfje 'Windekind' en de hond 'Presto', werd in 1966 onthuld. 

## Fotogalerij

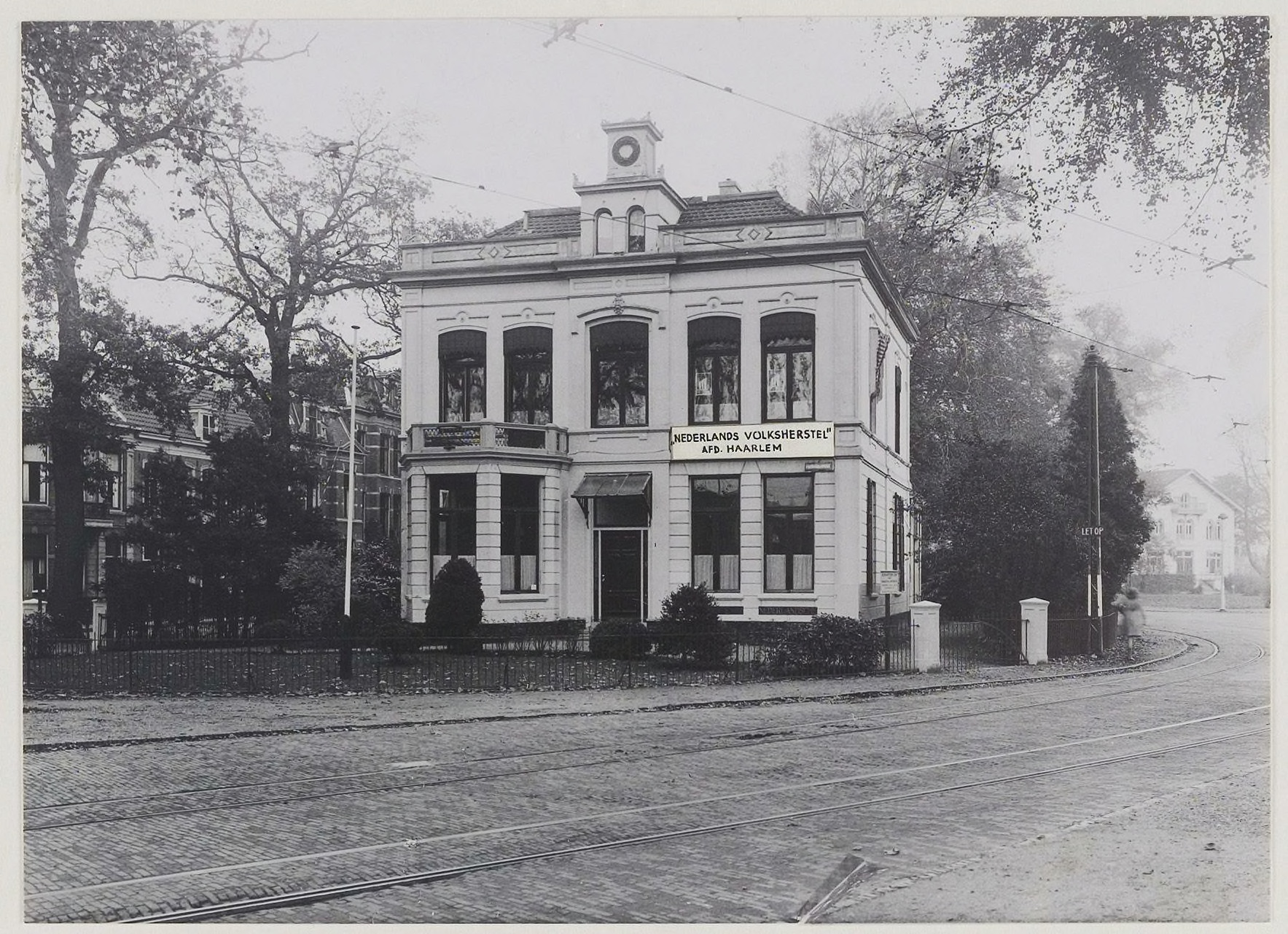
Bureau Nederlands Volksherstel, Frederikspark 2 (nu 1), met tramrails, foto periode 1945-1948
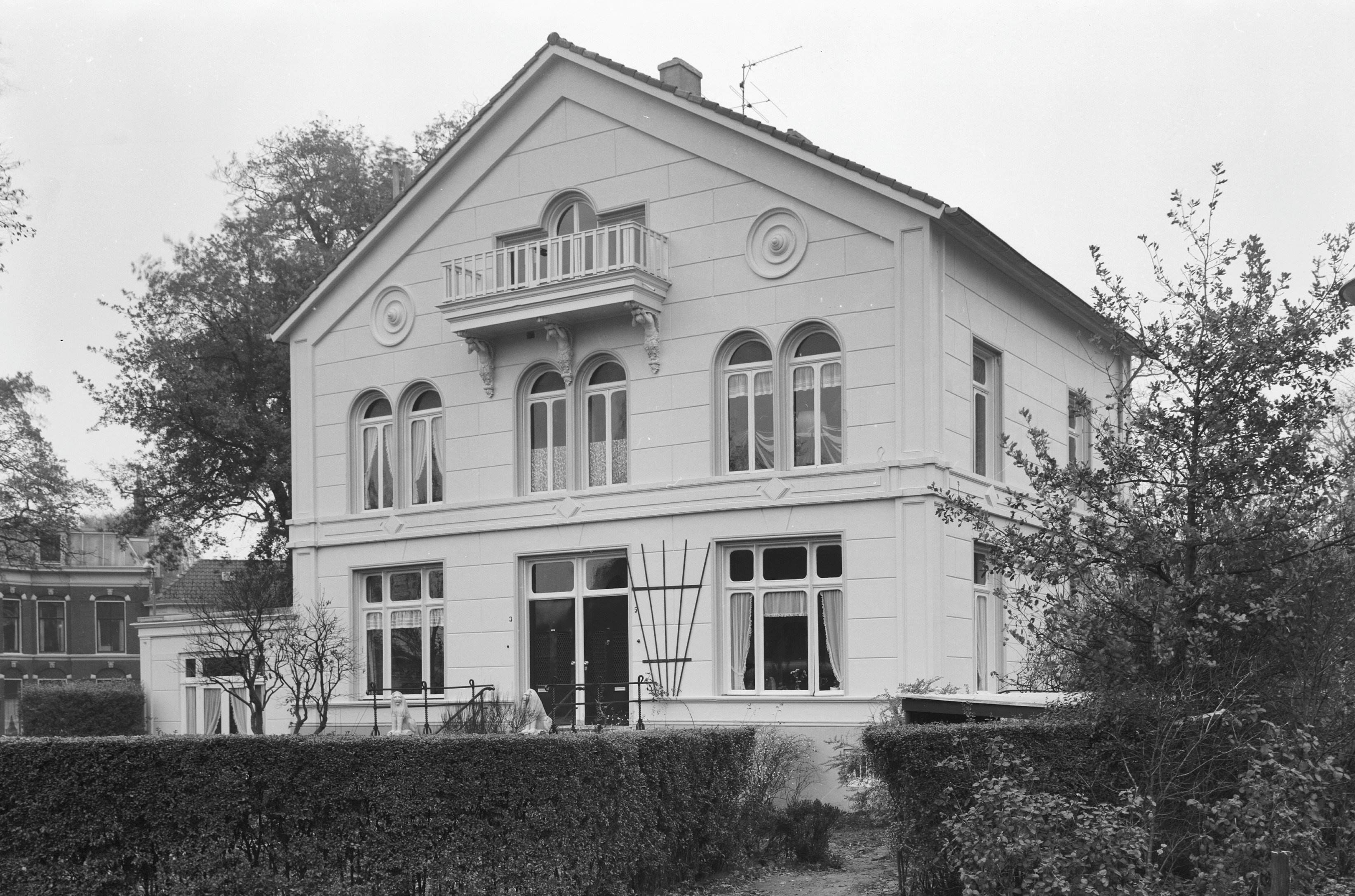
Frederikspark 3, 5-5A, gebouwd midden negentiende eeuw
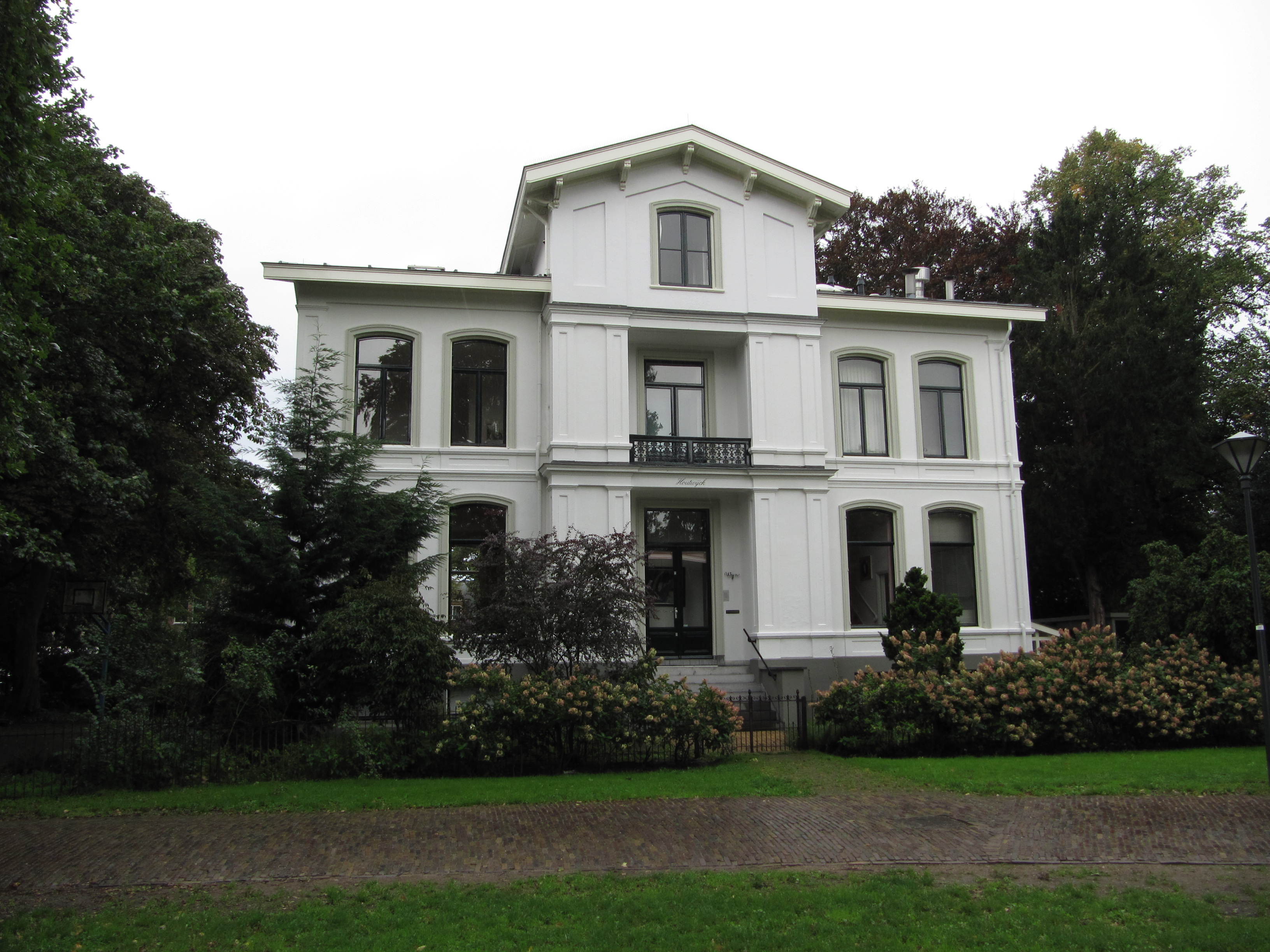
Laat-negentiende-eeuwse villa Houtwijck, Frederikspark 4
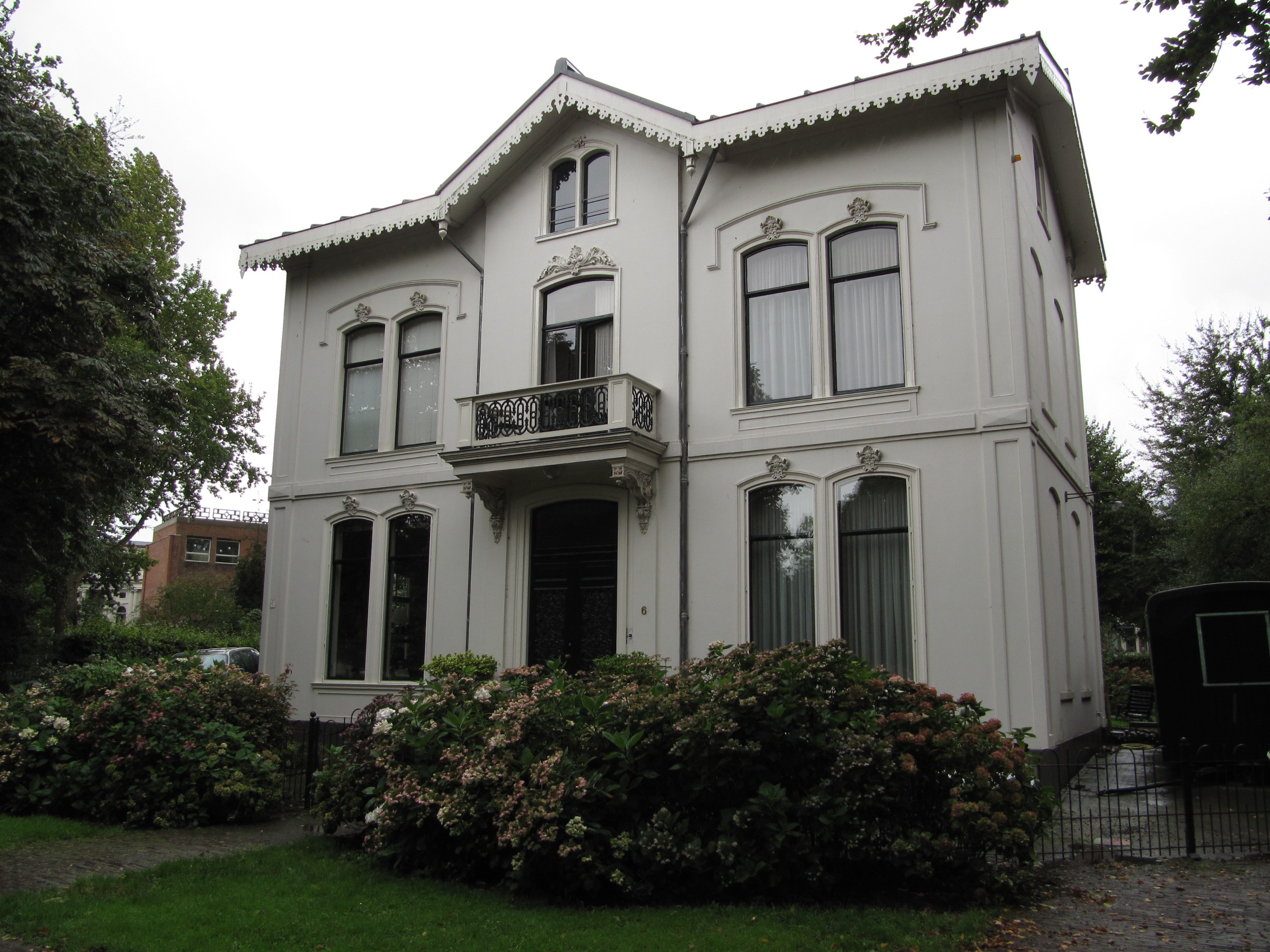
Villa Frederikspark 6
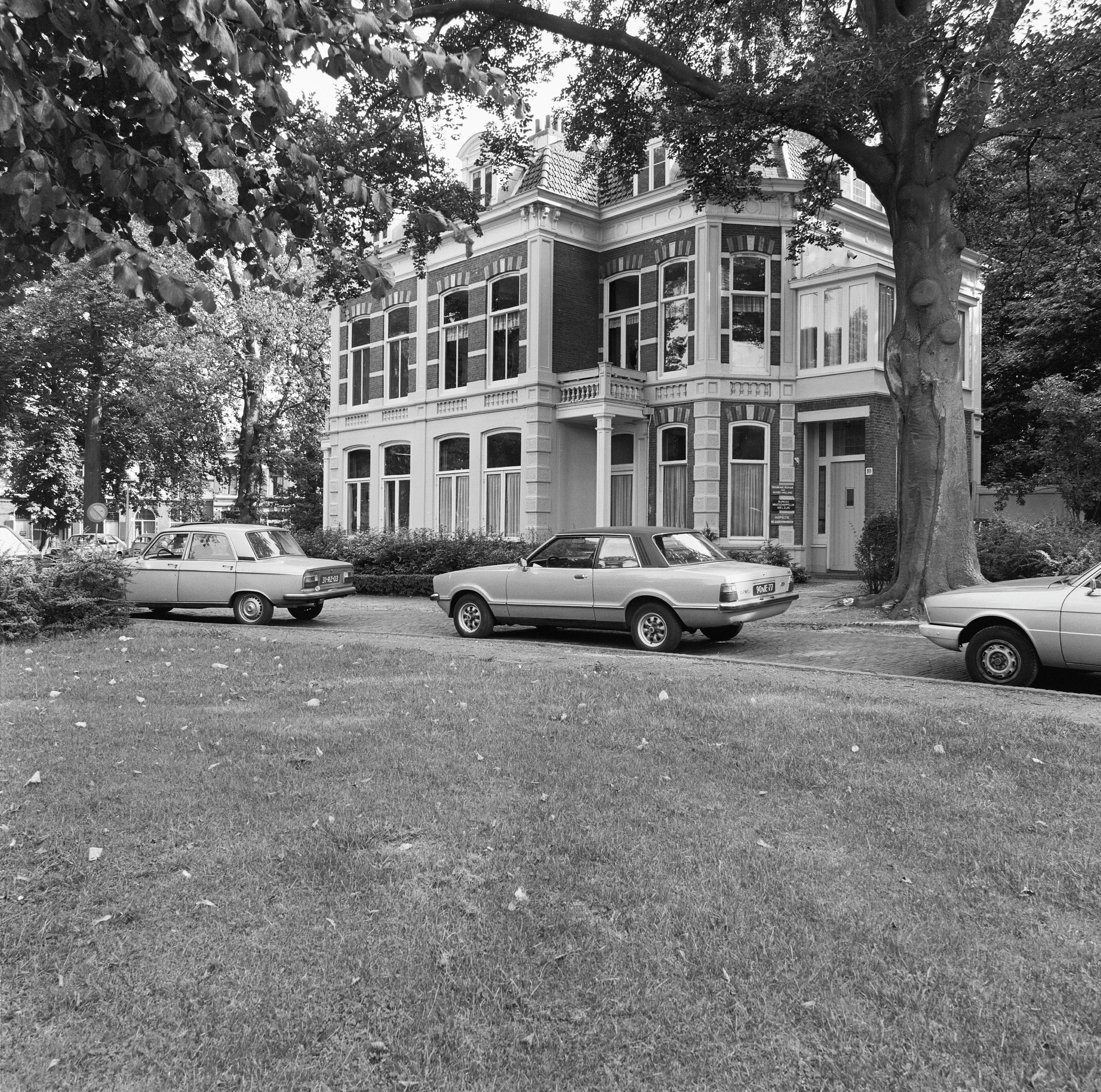
Frederikspark 10, waar Frederik van Eeden zijn jeugd deels doorbracht.
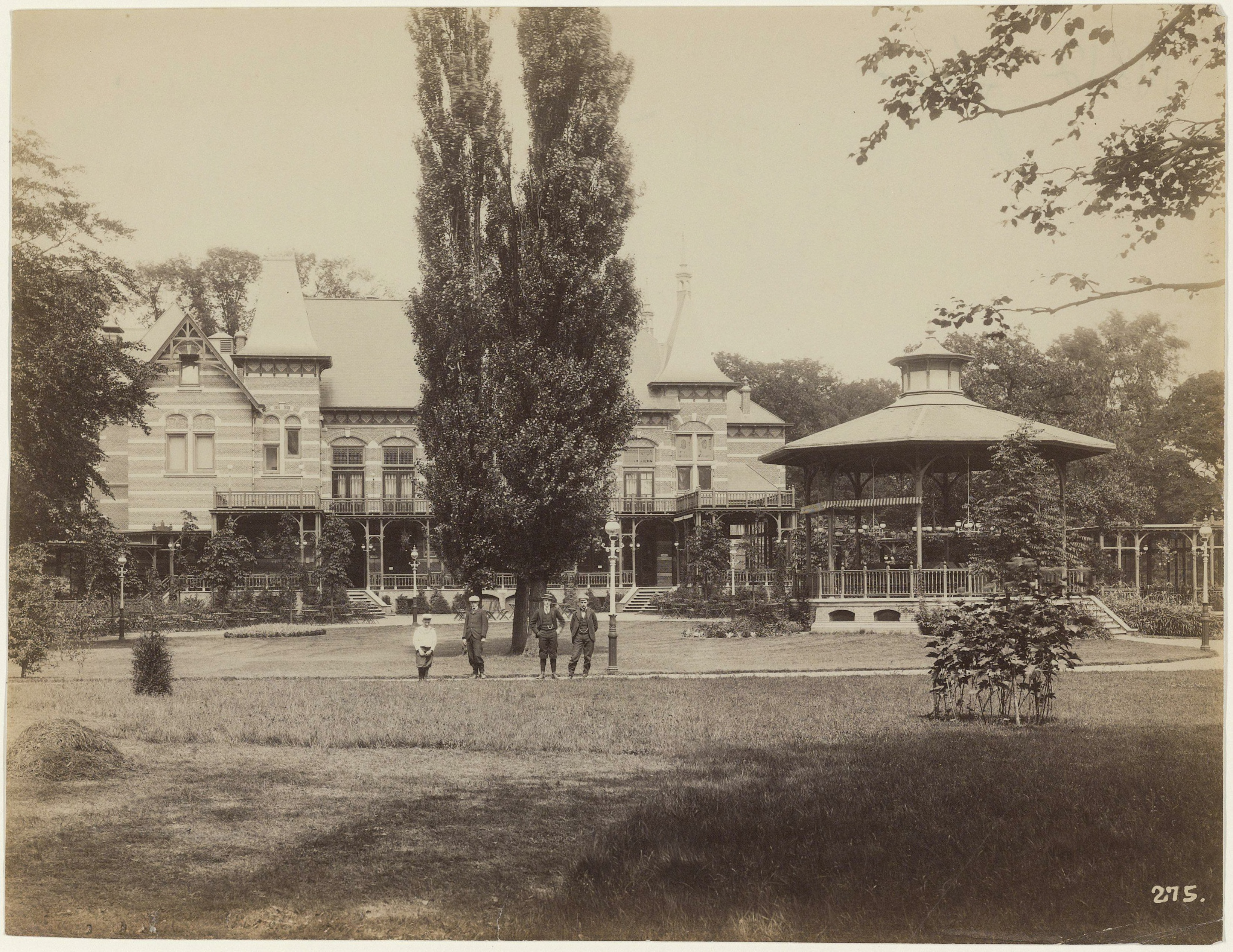
Het Brongebouw aan de parkzijde, gezien naar het noorden, 1894-1895.
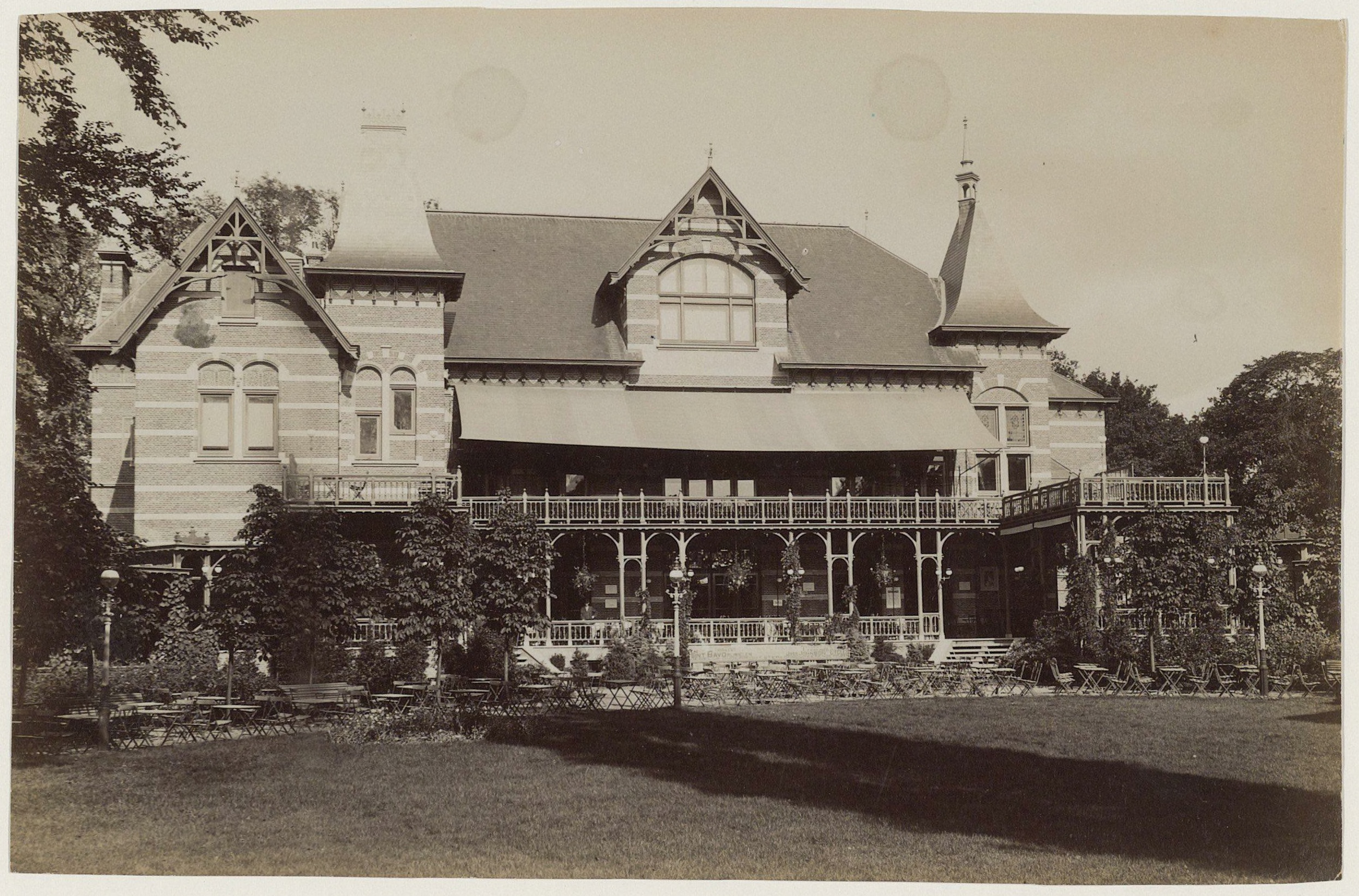
Het Brongebouw vanuit het park gezien, omstreeks 1900.
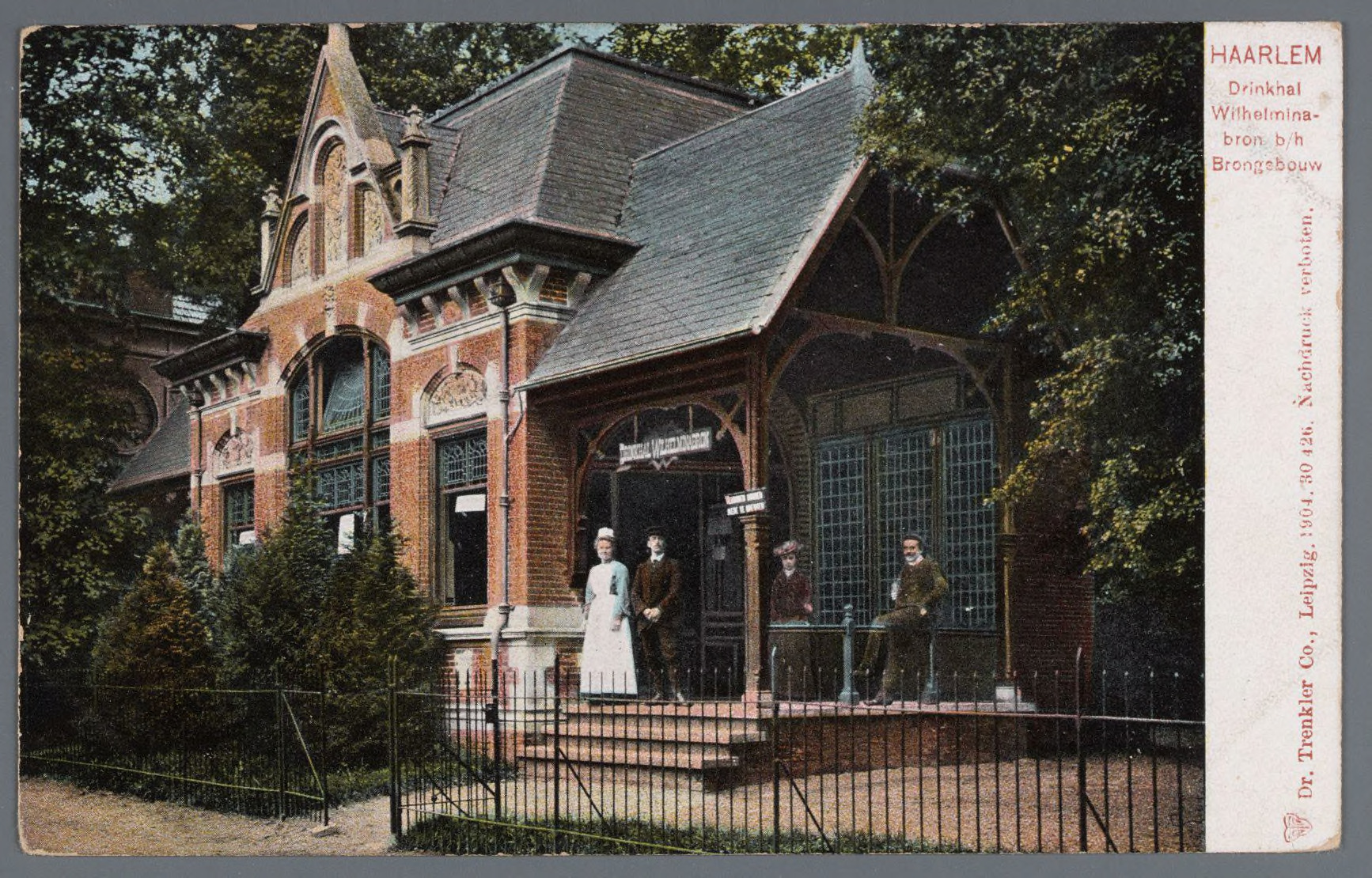
Drinkhal van het Brongebouw, gezien vanuit het noorden.
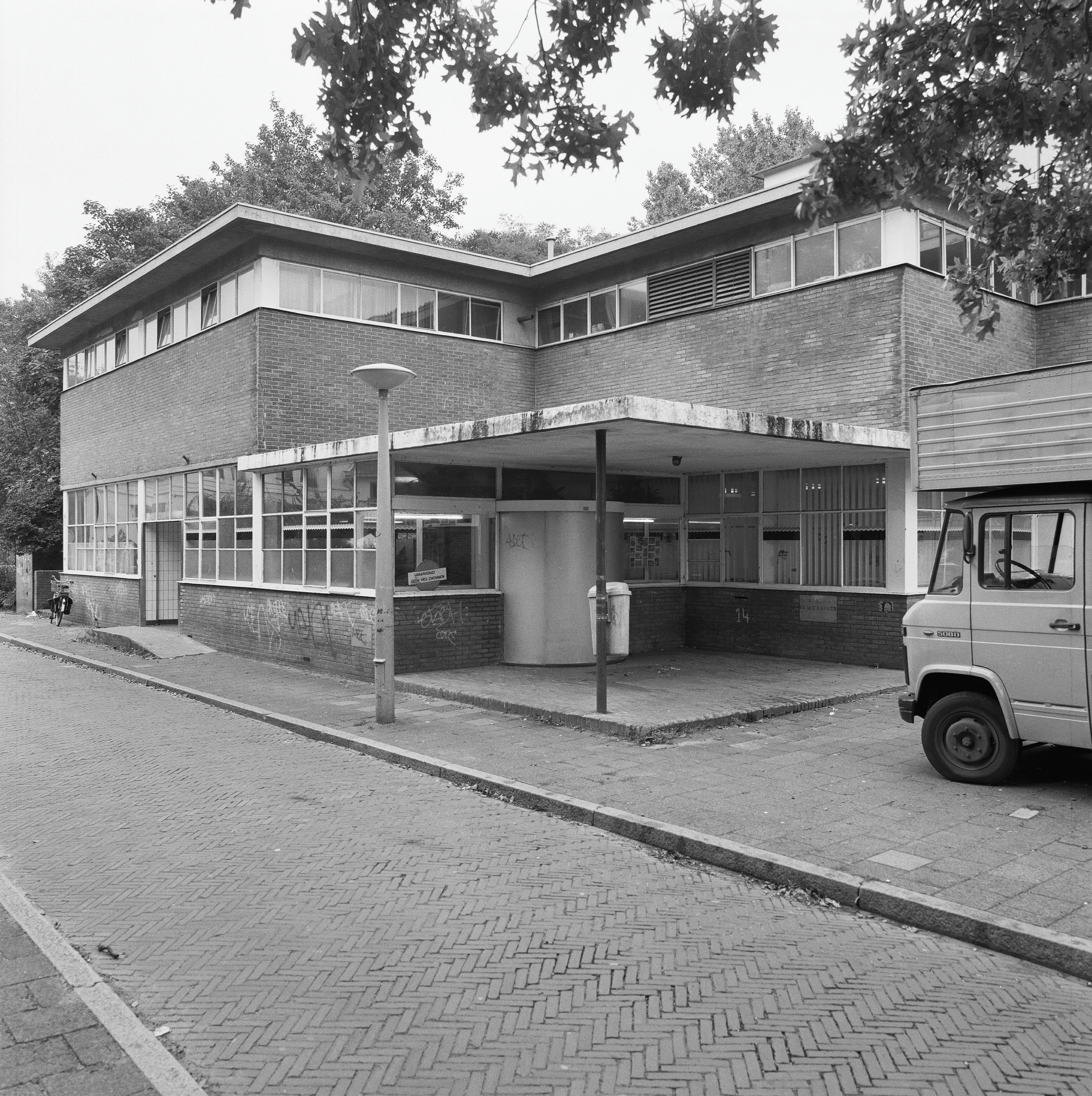
Voorgevel van het in 1935 geopende Sportfondsenbad ter hoogte van Frederikspark 14.
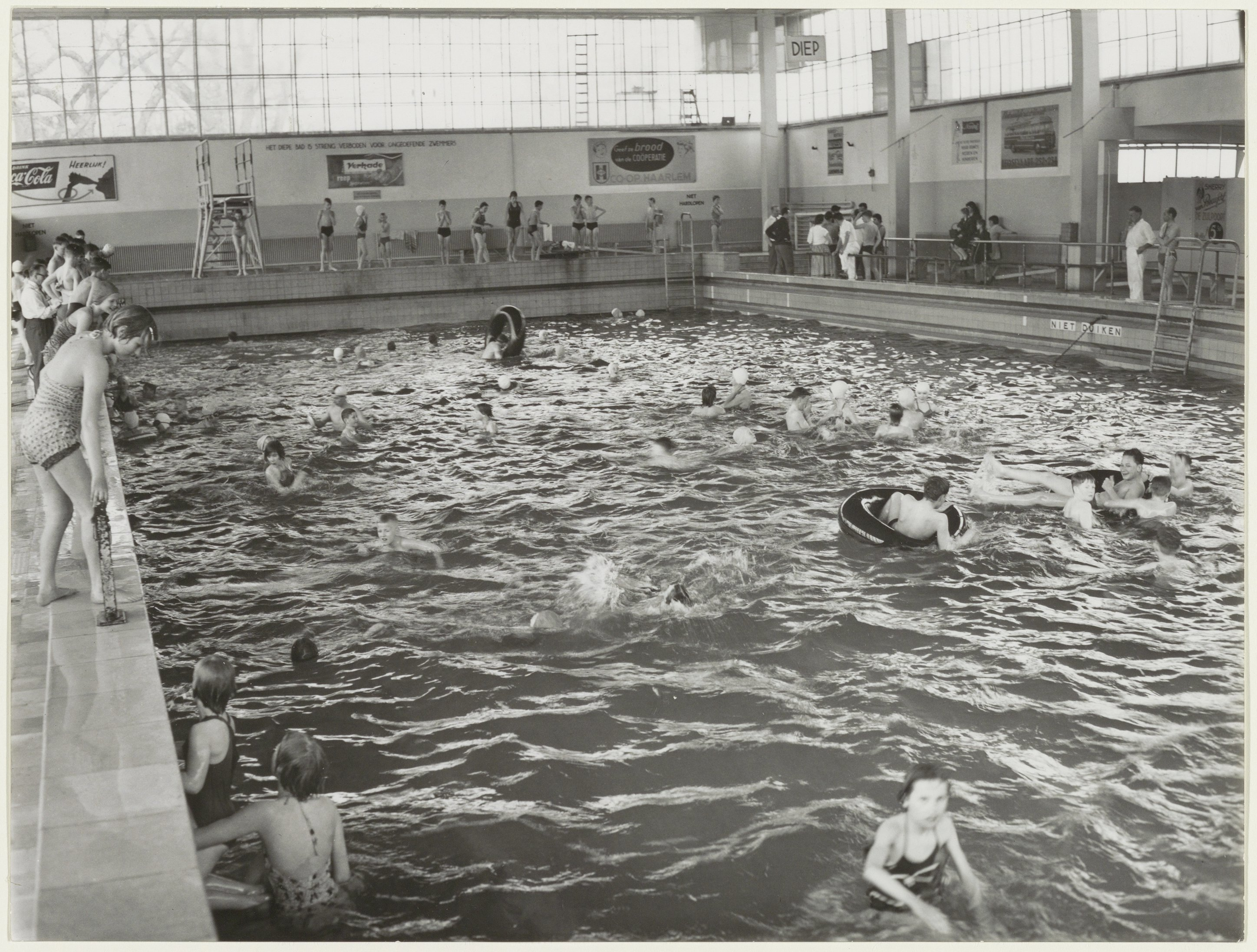
Interieur van het Sportfondsenbad, omstreeks 1957.
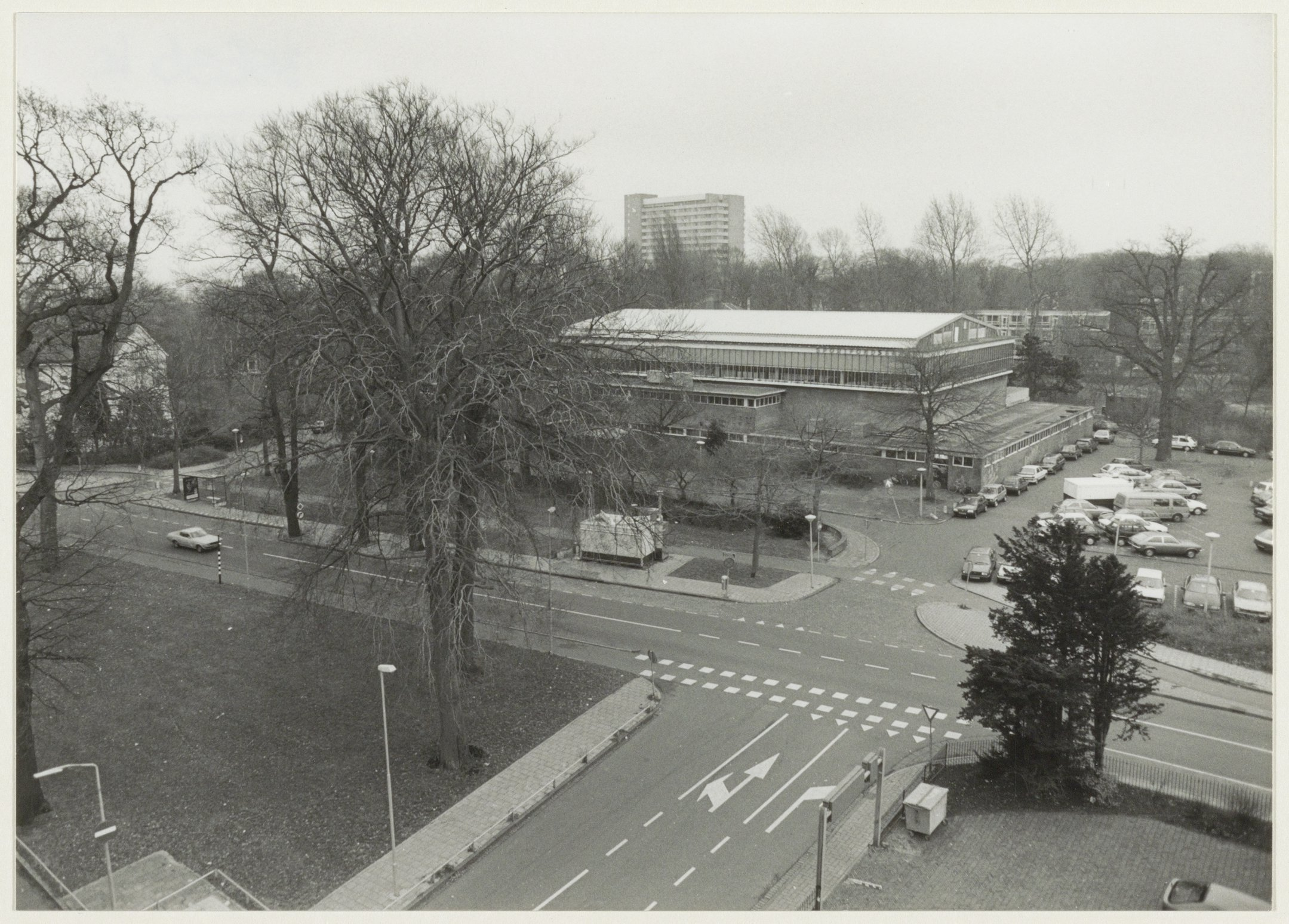
Situering van het bad aan de noordrand van het park bij de hoek Wagenmakerslaan.
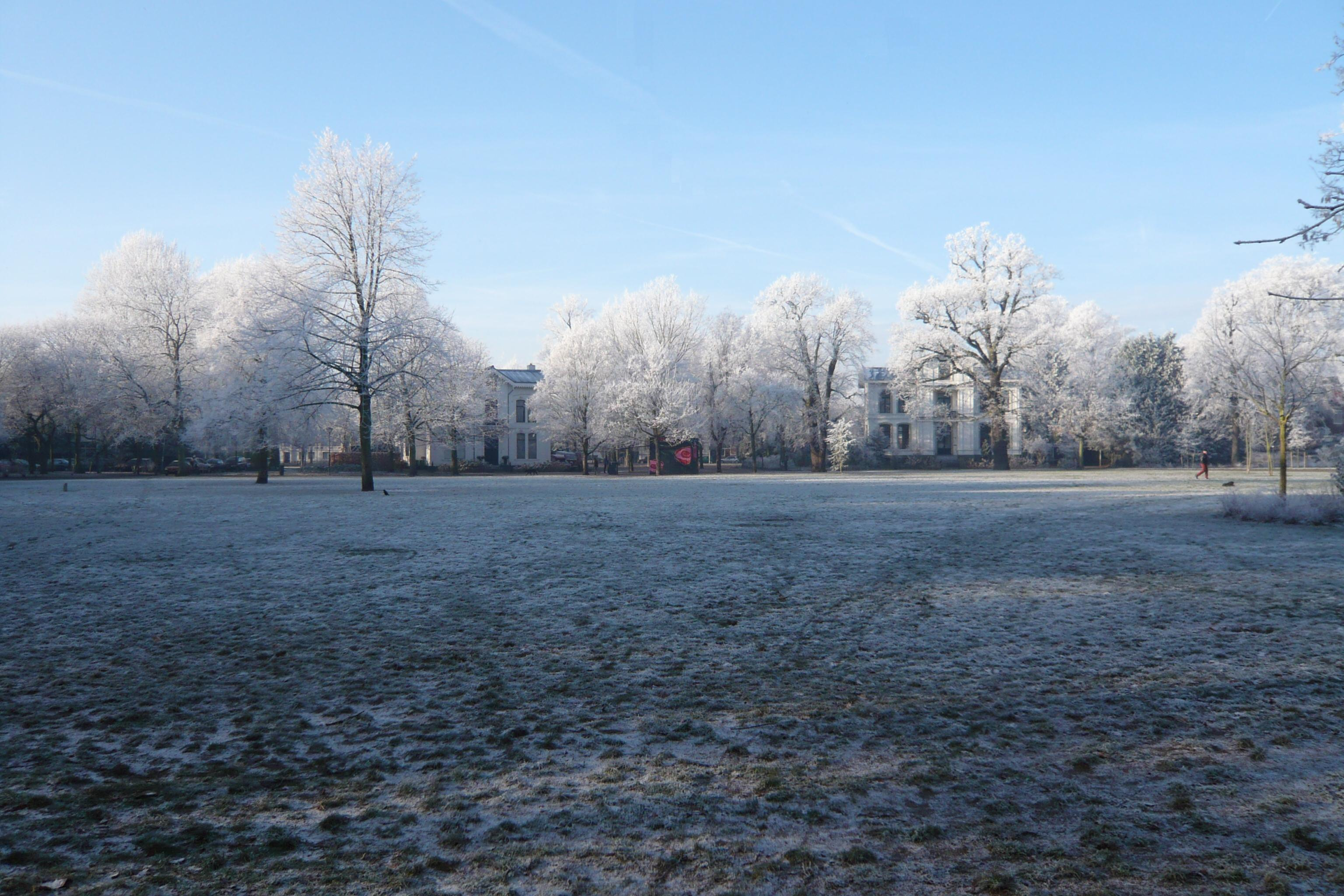
Het Frederikspark in de winter van 2007.
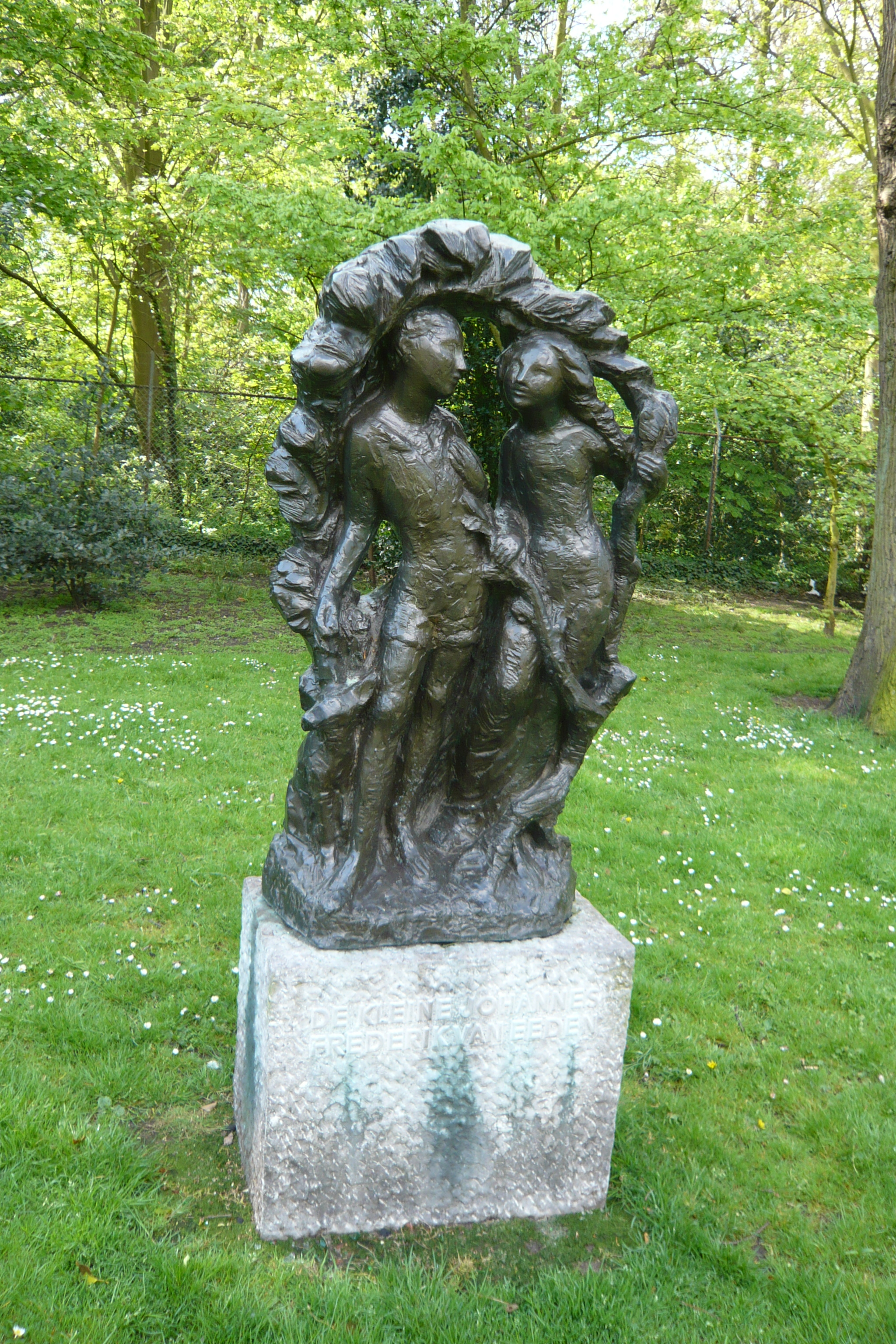
De kleine Johannes door Mari Andriessen uit 1966.